# Siparuna vasqueziana
Siparuna vasqueziana är en tvåhjärtbladig växtart som beskrevs av S.S. Renner & G. Hausner. Siparuna vasqueziana ingår i släktet Siparuna och familjen Siparunaceae. Inga underarter finns listade i Catalogue of Life.